# Engraulis
Engraulis Cuvier, 1816 è un genere di pesci appartenente alla famiglia degli Engraulidae. A questo genere appartiene l'acciuga europea.

## Tassonomia
Il genere comprende 9 specie:
- Engraulis albidus Borsa, Collet & Durand, 2004
- Engraulis anchoita Hubbs & Marini, 1935
- Engraulis australis (White, 1790)
- Engraulis capensis Gilchrist, 1913
- Engraulis encrasicolus Bleeker, 1852
- Engraulis eurystole (Swain & Meek, 1885)
- Engraulis japonicus Temminck & Schlegel, 1846
- Engraulis mordax Girard, 1854
- Engraulis ringens Jenyns, 1842